# Habsburg Történeti Intézet
A Habsburg Történeti Intézet egy önálló  tudományos intézet volt Magyarországon 2003 és 2011 között. Igazgatója  Gerő András történész volt. Jogutóda a Közép- és Kelet-európai Történelem és Társadalom Kutatásáért Közalapítvány.

## Története
A Habsburg Történeti Intézet 2003-ban jött létre, majd 2010-ig önálló közalapítványi formában működött. Honlapja ww.habsburg.org.hu volt.
2011-ben az Intézet jogi önállósága megszűnt, mivel betagolták a Közép- és Kelet-európai Történelem és Társadalom Kutatásáért Közalapítványba.
Az Intézet tevékenységéről kiadott kötetet Gerő András és Tormássy Zsuzsanna szerkesztette.